# Four Songs for Sailors
Four Songs for Sailors is een compositie van George Dyson. Het zijn vier liederen waarbij de begeleiding uit een orkest bestaat. De liederen werden gebundeld in 1948, maar waren al eerder zelfstandig gecomponeerd.
De liederen zijn:
1. To the Thames (Sempre largamente e sonore)
2. Where lies the land? (Enegico)
3. Sea music (Con moto molto moderato)
4. A wet sheet and a flowing sea (Allegro)

To the Thames is geschreven op tekst van Sir John Denham. Het is een gedeelte uit zijn Cooper’s Hill-gedicht, waarbij hij van de heuvel over de Theems naar Londen kijkt. Het gedicht dateert van circa 1642.
Where lies the land? is geschreven op tekst van Arthur Hugh Clough rond 1852 is eigenlijk het enige lied uit deze setting dat geschikt is als zeemanslied.
Sea music is een toonzetting van een gedicht van Henry Wadsworth Longfellow. Het was al klaar in 1922, maar toen had collegacomponist Arthur Sullivan het ook net gebruikt. Toen het in 1948 vrijgegeven werd was de versie van Sullivan vergeten.
A wet sheet and a flowering sea is waarschijnlijk een toonzetting van de dichter Allan Cunningham; geschreven in 1825. Dyson componeerde het rond 1919.
Het was toen een bijna-modeverschijnsel dat componisten gedichten en verhalen toonzetten die verband hielden met de geschiedenis van hun land. Charles Hubert Parry begon ermee en ook Ralph Vaughan Williams deed er aan mee.

## Bron en referentie
- Uitgave Dutton: BBC Concert Orchestra o.l.v. David Drummond met het London Oriana Choir